# Hnaberd
Hnaberd —Հնաբերդen en idioma armeni, també romanitzat com Khnaberd; anteriorment, Kyrkhdagirman i Kirkhdagirman- és una ciutat a la Província d'Aragadzotn d'Armènia. La ciutat té una església del segle V i el que va ser una gran fortalesa de l'època del regne d'Urartu.